# Франческо Сојмировић
Франческо Сојмировић (Фрањо Сојмировић) (Ћипровци, 1614 — Ћипровци, 1673) био је призренски и никопољски бискуп и охридски надбискуп. Истакнута личност у такозваној католичкој пропаганди у бугарским земљама.

## Биографија
Рођен је 1614. године у Ћипровцима. Сојмировићи су били трговачка породица пореклом из Новог Брда која се крајем 14. века населила у Дубровник. Учио је богословију у Италији, после чега се враћа у Ћипровац. Био је активни помоћник Петра Богдана на почетку своје црквене и јавне делатности. Говорио је, поред српског, турским, румунским, латинским, италијанским и другим језицима. Написао је дело Историја Србије. Извесно време је био генерални викар Бугарске католичке провинције, а пре тога, кустос и гвардијанин (секретар) Петра Богдана. Био је често његов сапутник приликом путовања Бугарском и Влашком. Током 1637. и 1640. године, њих двојица су били у Влашкој где су водили успешну борбу да поврате од ћипровачких трговаца католички манастир близу Трговишта. Тада је Сојмировић већ био судија Конгрегације за Бугарску и Влашку. И он је, као и Петар Парчевић, извршавао дипломатске мисије. Године 1650. је био именован за призренског бискупа, а од 1655. за охридског надбискупа. Од 1663. године управња Никопољском бискупијом наследивши Филипа Станиславова. Након многих лутања и прогона од стране османске власти, 1673. године остаје у Ћипровцу где у ишчекивању нове црквене дужности и умире.